# 2009-es U19-es női labdarúgó-Európa-bajnokság
A 2009-es U19-es női labdarúgó-Európa-bajnokság a 12. kiírása a tornának, melyet 2009. július 13. és július 25. között rendeztek meg Fehéroroszországban. Érdekesség, hogy először volt Kelet-európai ország a házigazdája a tornának.
A tornán az 1990. január 1. után született játékosok vehettek részt. A címvédő Olaszország nem kvalifikálta magát az EB-re.
Az Európa-bajnokságot végül Anglia nyerte, miután a döntőben 2:0-ra legyőzte Svédországot. A gólkirály a svéd Sofia Jakobsson lett, 5 találattal. A torna nézőcsúcsot is hozott, miután a 15 mérkőzést 41 544-en tekintették meg (a korábbi rekorder a 2003-as németországi seregszemle, melyen 14 588 néző tette tiszteletét).
Az Európa-bajnokság egyben kvalifikáció volt a németországi 2010-es U20-as női labdarúgó-világbajnokságra. Európát (a házigazdán kívül) négy ország képviselheti majd a seregszemlén, ez pedig a négy elődöntőbe jutó válogatott (Anglia, Svédország, Franciaország és Svájc).

## Résztvevők
A csoportok sorsolását 2009. május 12-én Közép-európai idő szerint 19 órakor tartották Minszkben.
| - Anglia - Fehéroroszország (házigazda) - Franciaország - Izland | - Németország - Norvégia - Svájc - Svédország |

## Helyszínek
| Város       | Helyszín          | Befogadóképesség |
| ----------- | ----------------- | ---------------- |
| Minszk      | Traktor-stadion   | 17600            |
| Minszk      | Torpedo-stadion   | 5200             |
| Minszk      | Darida-stadion    | 4500             |
| Maladzecsna | Gorodskoi-stadion | 4800             |
| Bariszav    | Gorodskoi-stadion | 5000             |

## Játékvezetők
| - Efthalía Míci - Carina Vitulano - Yuliya Medvedeva-Keldyusheva - Sandra Braz Bastos - Teodora Albon - Elia Maria Martinez Martinez |

## Eredmények

### Csoportkör

#### A csoport
| Csapat           | M | Gy | D | V | Rg | Kg | Gk  | P |
| ---------------- | - | -- | - | - | -- | -- | --- | - |
| Franciaország    | 3 | 2  | 0 | 1 | 6  | 2  | +4  | 6 |
| Svájc            | 3 | 2  | 0 | 1 | 7  | 3  | +4  | 6 |
| Németország      | 3 | 2  | 0 | 1 | 11 | 4  | +7  | 6 |
| Fehéroroszország | 3 | 0  | 0 | 3 | 1  | 16 | -15 | 0 |

| 2009. július 13. 16:00 (CEST) | Franciaország | 1 – 2                 | Németország  | Torpedo-stadion, Minszk Játékvezető: Míci |
| 2009. július 13. 16:00 (CEST) | Barbance 7'   | (1 – 2) (Jegyzőkönyv) | Wich 35' 36' | Torpedo-stadion, Minszk Játékvezető: Míci |

| 2009. július 13. 17:00 (CEST) | Fehéroroszország | 1 – 4                 | Svájc                                           | Gorodskoi-stadion, Bariszav Játékvezető: Martinez |
| 2009. július 13. 17:00 (CEST) | Miklasevics 52'  | (0 – 4) (Jegyzőkönyv) | Stein 12' Crnogorčević 25' Mehmeti 29' Baer 41' | Gorodskoi-stadion, Bariszav Játékvezető: Martinez |

| 2009. július 16. 14:30 (CEST) | Fehéroroszország | 0 – 3                 | Franciaország              | Gorodskoi-stadion, Bariszav Játékvezető: Medvedeva |
| 2009. július 16. 14:30 (CEST) |                  | (0 – 1) (Jegyzőkönyv) | Rubio 12' Barbance 83' 85' | Gorodskoi-stadion, Bariszav Játékvezető: Medvedeva |

| 2009. július 16. 14:30 (CEST) | Svájc                                  | 3 – 0                 | Németország | Torpedo-stadion, Minszk Játékvezető: Albon |
| 2009. július 16. 14:30 (CEST) | Crnogorčević 3' Bachmann 65' Stein 81' | (1 – 0) (Jegyzőkönyv) |             | Torpedo-stadion, Minszk Játékvezető: Albon |

| 2009. július 19. 16:00 (CEST) | Németország                                                                                     | 9 – 0                 | Fehéroroszország | Darida-stadion, Minszk Játékvezető: Bastos |
| 2009. július 19. 16:00 (CEST) | Marozsán 6' 7' 10' Bagehorn 23' Mirlach 27' (11-esből) Huth 31' Wermelt 35' Popp 62' Wagner 77' | (7 – 0) (Jegyzőkönyv) |                  | Darida-stadion, Minszk Játékvezető: Bastos |

| 2009. július 19. 16:00 (CEST) | Svájc | 0 – 2                 | Franciaország            | Torpedo-stadion, Minszk Játékvezető: Vitulano |
| 2009. július 19. 16:00 (CEST) |       | (0 – 0) (Jegyzőkönyv) | Crammer 52' Barbance 80' | Torpedo-stadion, Minszk Játékvezető: Vitulano |

#### B csoport
| Csapat     | M | Gy | D | V | Rg | Kg | Gk | P |
| ---------- | - | -- | - | - | -- | -- | -- | - |
| Anglia     | 3 | 2  | 1 | 0 | 7  | 0  | +7 | 7 |
| Svédország | 3 | 2  | 0 | 1 | 4  | 5  | -1 | 6 |
| Norvégia   | 3 | 0  | 2 | 1 | 1  | 2  | -1 | 2 |
| Izland     | 3 | 0  | 1 | 2 | 1  | 6  | -5 | 1 |

| 2009. július 13. 16:00 (CEST) | Svédország | 0 – 3                 | Anglia                                    | Darida-stadion, Minszk Játékvezető: Vitulano |
| 2009. július 13. 16:00 (CEST) |            | (0 – 2) (Jegyzőkönyv) | Alfsson 21' (öngól) Duggan 37' Weston 66' | Darida-stadion, Minszk Játékvezető: Vitulano |

| 2009. július 13. 16:00 (CEST) | Izland        | 0 – 0 | Norvégia | Gorodskoi-stadion, Maladzecsna Játékvezető: Medvedeva |
| 2009. július 13. 16:00 (CEST) | (Jegyzőkönyv) |       |          | Gorodskoi-stadion, Maladzecsna Játékvezető: Medvedeva |

| 2009. július 16. 14:30 (CEST) | Svédország                 | 2 – 1                 | Izland              | Darida-stadion, Minszk Játékvezető: Bastos |
| 2009. július 16. 14:30 (CEST) | Jakobsson 77' Hjohlman 88' | (0 – 1) (Jegyzőkönyv) | Ásgrímsdóttir 45+2' | Darida-stadion, Minszk Játékvezető: Bastos |

| 2009. július 16. 14:30 (CEST) | Anglia        | 0 – 0 | Norvégia | Gorodskoi-stadion, Maladzecsna Játékvezető: Martinez |
| 2009. július 16. 14:30 (CEST) | (Jegyzőkönyv) |       |          | Gorodskoi-stadion, Maladzecsna Játékvezető: Martinez |

| 2009. július 19. 16:00 (CEST) | Norvégia    | 1 – 2                 | Svédország                  | Traktor-stadion, Minszk Játékvezető: Albon |
| 2009. július 19. 16:00 (CEST) | Pedersen 4' | (1 – 2) (Jegyzőkönyv) | Göransson 35' Jakobsson 44' | Traktor-stadion, Minszk Játékvezető: Albon |

| 2009. július 19. 16:00 (CEST) | Anglia                                   | 4 – 0                 | Izland | Gorodskoi-stadion, Maladzecsna Játékvezető: Míci |
| 2009. július 19. 16:00 (CEST) | Moore 11' Nobbs 13' 80' Christiansen 77' | (2 – 0) (Jegyzőkönyv) |        | Gorodskoi-stadion, Maladzecsna Játékvezető: Míci |

### Egyenes kieséses szakasz
|  |               |               |           |            |   |            |            |       |
|  | Elődöntők     | Elődöntők     | Elődöntők |            |   | Döntő      | Döntő      | Döntő |
|  | Elődöntők     | Elődöntők     | Elődöntők |            |   | Döntő      | Döntő      | Döntő |
|  | július 22.    |               |           |            |   |            |            |       |
|  |               |               |           |            |   |            |            |       |
|  | Franciaország | Franciaország | 2         |            |   |            |            |       |
|  | Franciaország | Franciaország | 2         | július 25. |   |            |            |       |
|  | Svédország    | Svédország    | 5         |            |   |            |            |       |
|  | Svédország    | Svédország    | 5         |            |   | Svédország | Svédország | 0     |
|  | július 22.    |               |           |            |   | Svédország | Svédország | 0     |
|  |               |               | Anglia    | Anglia     | 2 |            |            |       |
|  | Anglia        | Anglia        | Anglia    | Anglia     | 2 | 3          |            |       |
|  | Anglia        | Anglia        |           |            |   |            |            |       |
|  | Svájc         | Svájc         | 0         |            |   |            |            |       |
|  | Svájc         | Svájc         | 0         |            |   |            |            |       |
|  |               |               |           |            |   |            |            |       |

#### Elődöntők
| 2009. július 22. 16:00 (CEST) | Franciaország        | 2 – 5 hu.                     | Svédország                                      | Darida-stadion, Minszk Játékvezető: Míci |
| 2009. július 22. 16:00 (CEST) | Tenret 34' Sasso 68' | (1–1, 2-2, 2-3) (Jegyzőkönyv) | Lövgren 24' Jakobsson 86' 91' 107' Egelryd 100' | Darida-stadion, Minszk Játékvezető: Míci |

| 2009. július 22. 16:00 (CEST) | Anglia                          | 3 – 0                 | Svájc | Gorodskoi-stadion, Maladzecsna Játékvezető: Medvedeva |
| 2009. július 22. 16:00 (CEST) | Duggan 28' 55' Christiansen 45' | (2 – 0) (Jegyzőkönyv) |       | Gorodskoi-stadion, Maladzecsna Játékvezető: Medvedeva |

#### Döntő
| 2009. július 25. 17:00 (CEST) | Svédország | 0 – 2                 | Anglia               | Gorodskoi-stadion, Bariszav Játékvezető: Albon |
| 2009. július 25. 17:00 (CEST) |            | (0 – 2) (Jegyzőkönyv) | Duggan 33' Nobbs 37' | Gorodskoi-stadion, Bariszav Játékvezető: Albon |

| 2009-es U19-es női labdarúgó-Európa-bajnokság bajnoka: |
| ------------------------------------------------------ |
| ANGLIA 1. cím                                          |

## Góllövőlista
| 5 gólos - Sofia Jakobsson 4 gólos - Toni Duggan - Solène Barbance 3 gólos - Jordan Nobbs - Marozsán Dzsenifer 2 gólos - Isobel Christiansen - Jessica Wich - Ana-Maria Crnogorčević - Danique Stein | 1 gólos - Jade Moore - Chelsea Weston - Jekatyerina Miklasevics - Pauline Crammer - Lea Rubio - Charlene Sasso - Fanny Tenret - Arna Ásgrímsdóttir - Marie-Louise Bagehorn - Svenja Huth - Stefanie Mirlach - Cecilie Pedersen - Alexandra Popp - Selina Wagner - Lena Wermelt - Ramona Bachmann | - Bettina Baer - Jehona Mehmeti - Jennifer Egelryd - Antonia Göransson - Jenny Hjohlman - Emelie Lövgren Öngól - Josefine Alfsson (Anglia ellen) |  |

## A2010-es U20-as női labdarúgó-világbajnokságrésztvevői
- Anglia
- Franciaország
- Svájc
- Svédország
- Németország (házigazda)